# جاكوب ميتيوس
جاكوب ميتيوس (بالهولندية: Jacob Metius)‏ (ولد بعد 1571 - توفي في 1624/1631) صانع أجهزة هولندي تخصص في العدسات. عاش ميتيوس حياته في ألكمار، وهو أحد ثلاثة إدعوا اختراعهم المقراب مع هانس ليبرشي وزاكرياس يانسن. ولا يعرف عن حياته الكثير أكثر من تقديمه لبراءة اختراع المقراب. قيل أنه كان لميتيوس العديد من الاختراعات التي دمّرها قبل وفاته لكيلا يزعم أحد غيره اختراعه لها.

## اختراع المقراب
في أكتوبر 1608 م، ناقش برلمان هولندا براءة اختراع جاكوب ميتيوس لجهاز "يرى الأشياء البعيدة كما لو كانت قريبة"، وهو يتكون من عدسات محدبة ومقعرة في أنبوب، وله قدرة على التكبير ثلاث أو أربع مرات. كان استخدم ميتيوس عدسات شيئية محدبة ومقعرة سابقًا لتصميم ليبرشي للمقراب الذي قُدّم من أجل الحصول على براءة اختراع قبل ميتيوس بأسابيع. أخبر ميتيوس البرلمان أن لديه خبرة بأسرار الزجاج، وأنه بإمكانه مقراب أفضل من ذلك لو ساعدته الحكومة. وعندما علم ميتيوس أن البرلمان متردد في حسم القرار، منع أي أحد من الاطلاع على جهازه. قرر البرلمان منح ميتيوس جائزة صغيرة، ورغم ذلك اختار ليبرشي لصناعة مقاريب جديدة ذات عينين. وعند وفاته، تم تدمير أجهزة ميتيوس بناءً على توصيته ليمنع أي أحد من ادعاء شرف اختراع تليسكوبه.
ادعى يوناس بن زاكرياس يانسن أن جاكوب ميتيوس وكورنيليوس دريبيل اشتريا مقرابًا منه ومن أبيه سنة 1620 م، وصنعا نسخة طبق الأصل منه. رغم أن هذا التاريخ يأتي بعد التاريخ الذي كان معروفًا أنه يصنع فيها المقاريب.  قال تشارلز هوتون سنة 1795 م في كتابه «قاموس الرياضيات والفلسفة»: «في سنة 1620 م، جاء جيمس ميتيوس شقيق أدريان ميتيوس أستاذ الرياضيات في فرانكر، مع كورنيليوس دريبيل إلى ميديلبورخ، وهناك اشتروا مقاريب من أبناء زاكرياس يانسن، الذي كان يبيعها للعامة؛ ثم منح أدريان ميتيوس شقيقه شرف الاختراع، وتبعه في خطأه رينيه ديكارت.»